# Утва

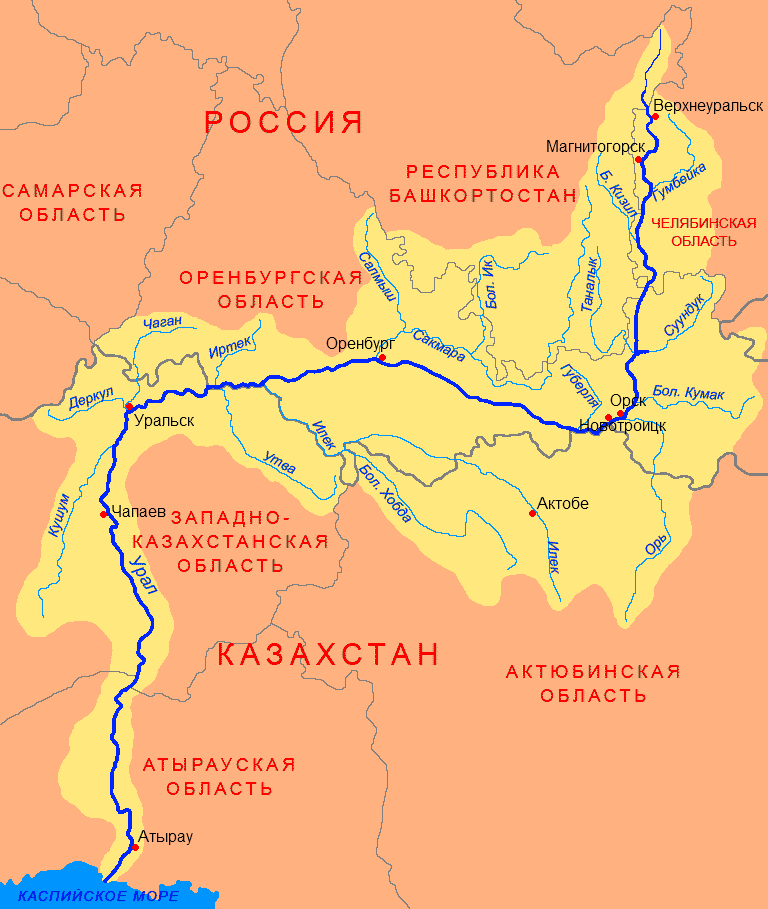
Бассейн Урала

Утва (каз. Шыңғырлау — Шынгирлау) — река в Казахстане, протекает по Западно-Казахстанской области, левобережный приток Урала. Длине реки — 290 км, площадь водосборного бассейна — 6940 км².
Истоки Утвы находятся на Подуральском плато на высоте 250 м. Впадает в Урал на высоте 42,0 м.
Русло извилистое, особенно в низовье, где много староречий. Замерзает в ноябре, вскрывается в середине апреля. Воды реки используются на орошение и водоснабжение.
В начале XX века ширина местами достигала 12 саженей, глубина от 5 футов до 3 саженей, имелось много бродов.
На правобережье у реки расположен город Аксай.